# Старый Келец
Старый Келец — река в России, протекает в Рязанской области. Правый приток Вёрды.

## География
Река Старый Келец берёт начало у деревни Вязовенка. Течёт на восток. Впадает в Вёрду южнее города Скопин. Устье реки находится в 32 км по правому берегу реки Вёрды. Длина реки составляет 22 км.
Левые притоки: Ерзовка, Старая Гать. Правые: Велемка, Мещёрка, Пупка.

## Экология
Вследствие деятельности завода «Металлург» в пойме реки превышена в 550 раз предельно-допустимая концентрация по мышьяку. Также обнаруживается формальдегид и фтор.

## Данные водного реестра
По данным государственного водного реестра России относится к Окскому бассейновому округу, водохозяйственный участок реки — Проня от истока и до устья, речной подбассейн реки — Бассейны притоков Оки до впадения Мокши. Речной бассейн реки — Ока.
По данным геоинформационной системы водохозяйственного районирования территории РФ, подготовленной Федеральным агентством водных ресурсов:
- Код водного объекта в государственном водном реестре — 09010102112110000025592
- Код по гидрологической изученности (ГИ) — 110002559
- Код бассейна — 09.01.01.021
- Номер тома по ГИ — 10
- Выпуск по ГИ — 0